# Маркова (Талицкий муниципальный округ)
Маркова — деревня в Талицком городском округе Свердловской области, Россия.

## Географическое положение
Деревня Маркова муниципального образования «Талицкого городского округа» Свердловской области находится в 28 километрах (по автотрассе в 38 километрах) к востоку-северо-востоку от города Талица, на правом берегу реки Юшала (левый приток реки Пышма). Через деревню проходит Сибирский тракт, а в окрестностях деревни расположен железнодорожный «о.п. 2054 км» Свердловской железной дороги.

## Население
| 2002 | 2010 | 2021 |
| ---- | ---- | ---- |
| 99   | ↘74  | ↘66  |